# وليام لويس كولبيرتسون
وليام لويس «بيل» كولبيرتسون (بالإنجليزية: William Louis Culberson)‏ (5 أبريل 1929 - 8 فبراير 2003) عالم نبات أمريكي .

## روابط خارجية
- Photos of the dedication ceremony of the William Louis & Chicita F. Culberson Lichen Herbarium & Library على يوتيوب.